# Morten Sæther
Morten Sæther (nascido em 13 de maio de 1959) é um ex-ciclista norueguês que, em 1979, conquistou a medalha de bronze no Campeonato Mundial de Ciclismo em Estrada nos 100 km contrarrelógio por equipes. Ele perdeu os Jogos Olímpicos de Verão de 1980 em Moscou devido ao seu boicote pela Noruega, mas competiu nos Jogos Olímpicos de Verão de 1984 em Los Angeles, onde ficou em quarto lugar na prova de estrada (individual). Venceu o Tour de Berlim em 1979 e 1983. Terminou em segundo na Volta à Áustria e Sealink Race em 1980. Sæther venceu o Campeonato da Noruega de Ciclismo em Estrada em 1981 e 1983.